# Slag bij Malvern Hill
De Slag bij Malvern Hill vond plaats op 1 juli 1862 in Henrico County, Virginia als deel van de Zevendagenslag tijdens de Schiereiland-veldtocht in de Amerikaanse Burgeroorlog. Deze slag is ook bekend als de Slag bij Pointdexter’s Farm. Generaal Robert E. Lee voerde een aantal ongecoördineerde aanvallen uit op een sterke Noordelijke defensieve positie op Malvern Hill. De Zuidelijken verloren meer dan 5.300 soldaten zonder een centimeter grond te veroveren. Ondanks de Noordelijke overwinning trok McClellan zijn leger verder terug naar Harrison’s Landing bij de James River waar het beschermd werd door kanonneerboten. Dit was het einde van de Schiereiland-veldtocht.

## Achtergrond
Deze laatste slag tijdens de Zevendagenslag was de enige waarin de Noordelijken de betere stellingen hadden. De vorige zes dagen had het leger van McClellan zich teruggetrokken naar de James River achternagezeten door het Zuidelijke leger onder Robert E. Lee. Tot dan waren de meeste slagen onbeslist gebleven. Toch was McClellan verrast door de stoutmoedige aanvallen van Lee waardoor McClellan ervan overtuigd was dat hij in de minderheid was. De beide legers waren nochtans even sterk.
Malvern Hill was een ideale observatiepunt en een geschikte locatie voor artillerie. Deze stellingen waren aangelegd door het V Corps van brigadegeneraal Fitz John Porter. McClellan was niet aanwezig bij de strijd. Hij had zich reeds naar Harrison’s Landing begeven. Alle bomen werden geveld op de hellingen waardoor het schootsveld nog groter werd voor de 250 kanonnen. Voorbij dit terrein was het een moerassig en dicht bebost gebied.
Het volledige Army of the Potomac bezette de heuvel, uitgezonderd de divisie van brigadegeneraal Silas Casey die onder leiding stond van brigadegeneraal John J. Peck van het IV Corps. Dit korps was reeds naar Harrison’s Landing gestuurd. De Noordelijke slaglinie stond opgesteld in een grote halve cirkel van Harrison’s Landing op de uiterst rechtse flank tot de divisie van George W. Morell van Porters korps op de uiterst linkse flank. Zo werden de noordwestelijke hellingen van de heuvel ingenomen. Op de rechterzijde van Morell stond brigadegeneraal Darius N. Couchs divisie die het centrum innam van de Noordelijke linie. Naast de divisie van Couch stonden vervolgens de divisies van Philip Kearny, Joseph Hooker, Samuel P. Heintzemans III Corps, Edwin Vose Sumners II Corps met de brigades van Israel B. Richardson en John Sedgwick. Het IV Corps van Peck lag voor Harrison’s Landing.

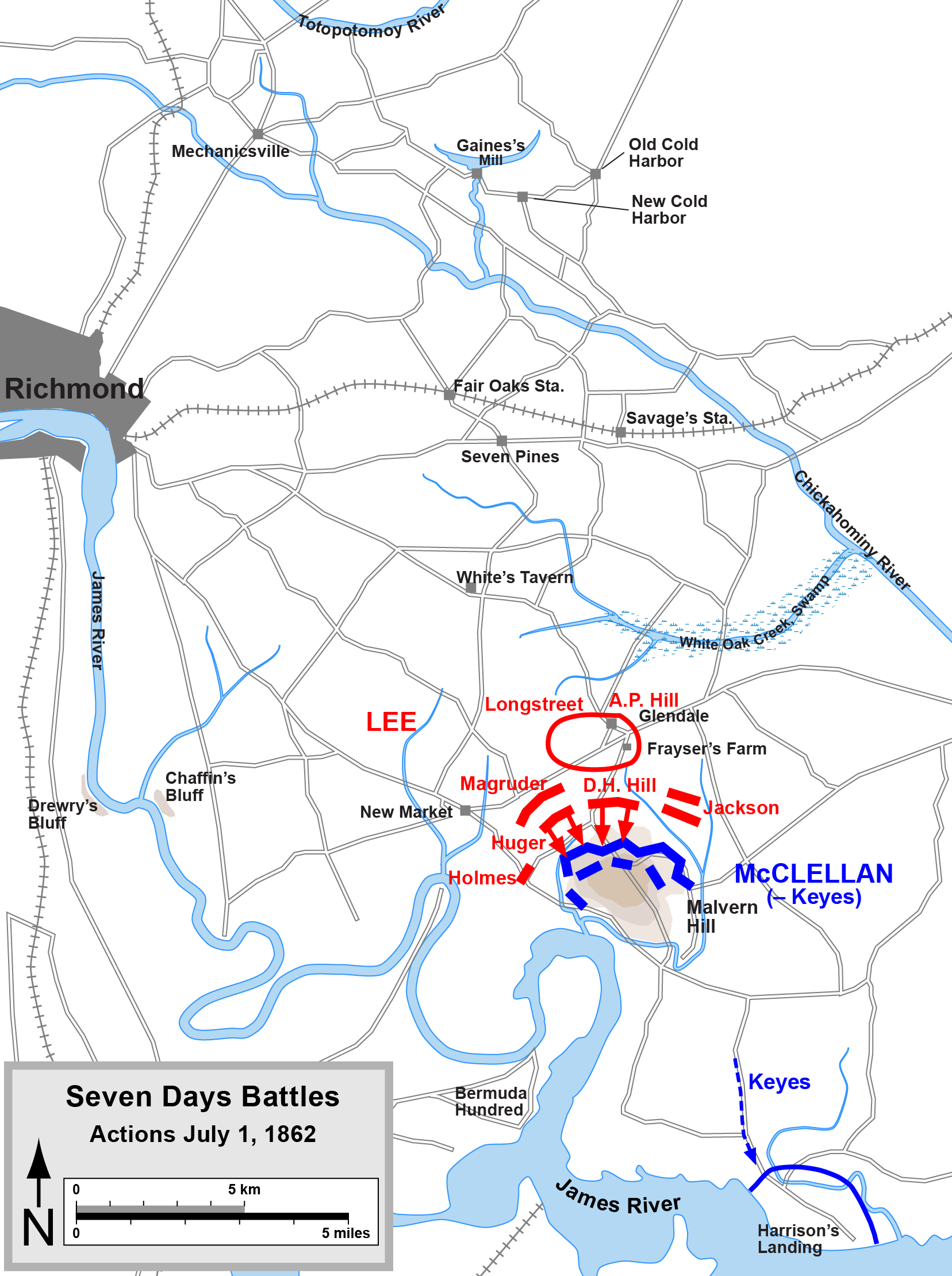
Zevendagenslag op 1 juli 1862

In plaats van een flankeerbeweging uit te voeren, viel Lee de vijand frontaal aan. Hij hoopte een pad te effenen met zijn artillerie waarna de infanterie een succesvolle aanval kon uitvoeren. Hij ging er ook van uit dat zijn soldaten in betere conditie waren dan die van zijn tegenstander na zes dagen van vechten. (Enkele Noordelijke korpsen hadden zelfs nog geen gevechten gezien de voorgaande dagen. Dit zou in hun voordeel werken in het verloop van de slag. Lee zou de aanval openen via de Quaker Road in het noordelijke gedeelte van de vijandelijke linie met de divisies van Thomas Jackson, Richard S. Ewell, Daniel H. Hill en William H. C. Whiting. Generaal-majoor John B. Magruder moest Jackson volgen en op zijn rechterflank opstellen wanneer hij het slagveld bereikte. Generaal-majoor Benjamin Hugers divisie werd in reserve gehouden om in te zetten waar Lee het nodig zou vinden. De divisies van Longstreet en A.P. Hill werden na de gevechten van de voorgaande dagen in reserve gehouden.

## De slag
Zoals bij de voorgaande slagen van de Zevendagenslag werd ook dit plan slecht uitgevoerd. De oprukkende soldaten werden vertraagd door modder en slechte kaarten. Jackson arriveerde bij een moerassig riviertje, de Western Run, op hield halt. Magruders gidsen stuurden hem per abuis de Long Bridge Road op in zuidwestelijke richting, dus weg van het slagveld. Uiteindelijk werd de Zuidelijke slaglinie samengesteld uit Hugers brigades op de rechterflank en D.H. Hills brigades op de linkerflank. Ze wachtten op het bombardement van hun artillerie vooraleer op te trekken.
De Noordelijke artilleriecommandant Henry Hunt opende echter al eerste een bombardement tussen 13.00 en 14.30u. De Noordelijke kanonniers hadden uitstekend materiaal. Ze slaagden erin om de meeste Zuidelijke batterijen het zwijgen op te leggen. Ondanks deze tegenslag liet Lee zijn infanterie aanvallen om 15.30u. Armisteads brigade beet de spits af en maakte enige vooruitgang tegen de Noordelijke scherpschutters. Tegen 16.00u arriveerde Magruder en werd naar voor gestuurd om Armistead te ondersteunen. De aanval werd slecht en mondjesmaat uitgevoerd.
Ondertussen had D.H. Hill zijn divisie laten aanvallen langs de Quaker Road. Langs de volledige slaglinie geraakten de Zuidelijken amper 200 m verder waarna ze met zware verliezen de aanval moesten staken.

## Gevolgen
D.H. Hill zou later schrijven: "Dit was geen oorlog, dit was moord." Lee’s leger verloor 5.355 soldaten tegenover 3.214 Noordelijke soldaten. Na deze slag trokken de Noordelijken zich verder terug naar Harrison’s Landing. Lee zette opnieuw de achtervolging in. Op Evelington Heights kregen de Zuidelijken de kans om een dominante positie in te nemen tegenover de Noordelijke kampementen waardoor de Noordelijke stellingen bij de James River misschien onhoudbaar zouden worden. Hoewel de Zuidelijken onder vuur konden worden genomen van de Noordelijke kanonneerboten, was dit een sterke defensieve positie. De Noordelijke infanterie zou het zwaar te verduren krijgen, mochten ze deze stellingen aanvallen. Generaal-majoor J.E.B. Stuart bereikte als eerste de hoogten en begon met één kanon een bombardement op de Noordelijke stellingen. Dit waarschuwde de Noordelijken voor het mogelijk gevaar mochten de Zuidelijken deze hoogtes innemen. Voor andere eenheden van Lee’s leger deze positie bereikten, was het reeds ingenomen en versterkt door Noordelijke infanterie.
Malvern Hill was de laatste slag tijdens de Schiereiland-veldtocht. Lee stuurde Jackson naar de Rapidan River om het op te nemen tegen generaal-majoor John Pope. Dit was het begin van de Veldtocht in Noord-Virginia.